# Раселвил (Кентаки)
Раселвил (енгл. Russellville) град је у америчкој савезној држави Кентаки.

## Демографија
По попису из 2010. године број становника је 6.960, што је 189 (-2,6%) становника мање него 2000. године.
| Група             | 2000.         | 2010.         |
| Белци             | 5.557 (77,7%) | 5.365 (77,1%) |
| Афроамериканци    | 1.331 (18,6%) | 1.106 (15,9%) |
| Азијати           | 26 (0,4%)     | 27 (0,4%)     |
| Хиспаноамериканци | 113 (1,6%)    | 295 (4,2%)    |
| Укупно            | 7.149         | 6.960         |